# Chalcurgus minor
Chalcurgus minor är en skalbaggsart som beskrevs av H. Kolbe 1897. Chalcurgus minor ingår i släktet Chalcurgus och familjen stumpbaggar. Inga underarter finns listade i Catalogue of Life.